# 스미토모 상사
스미토모 상사(일본어: 住友商事株式会社)는 스미토모 그룹의 종합상사이다.
미쓰비시 상사(三菱商事株式会社), 미쓰이 물산(三井物産), 이토추 상사(伊藤忠商事), 마루베니(丸紅)와 함께 일본을 대표하는 종합상사로 소위 5대 상사의 하나다. 업계에서는 4위이다.